# Філатов Микола Олексійович
Микола Олексійович Філатов (1891, село Пушкіно Богородської волості Верейського повіту Московської губернії, тепер Московської області — розстріляний 10 березня 1939, Москва) — радянський державний і партійний діяч, голова виконавчого комітету Московської обласної ради. Кандидат у члени ЦК ВКП(б) у 1934—1938 роках. Жертва Сталінського терору. 

## Життєпис
Народився в родині ткача. У 1902 році закінчив сільську школу в Пушкіно.
З серпня 1902 по лютий 1907 року — учень кустарної кравецької майстерні Дружкова в Москві. З лютого 1907 по квітень 1912 року — майстер-кравець кравецьких майстерень Дружкова, Чурмантєєва, Ентіна в Москві. З квітня по червень 1912 року був безробітним.
Член РСДРП(б) з квітня 1912 року.
З червня 1912 по вересень 1913 року — майстер-кравець кравецьких майстерень Феоктістова, Мандля, Янчейки в Москві. У вересні — грудні 1913 року — секретар профспілки робітників кравецького виробництва в Москві.
21 грудня 1913 року заарештований і засуджений до адміністративної висилки під нагляд поліції в Калугу. У лютому — квітні 1914 року працював майстром-кравцем кравецької майстерні Комарова в Калузі.
У квітні 1914 року заарештований, в липні 1914 року засуджений до адміністративної висилки під нагляд поліції в місто Рибінськ (Костромська  губернія). У вересні 1914 — травні 1916 року — майстер-кравець кравецької майстерні Неопіханова в Рибінську. У травні — вересні 1916 року — завідувач вантаження хліба контори Центросоюзу в Рибінську.
У вересні 1916 — жовтні 1917 року — рядовий 202-го піхотного запасного полку російської армії в Костромі.
У жовтні 1917 — серпні 1918 року — завідувач Костромського губернського військового відділу. 19 серпня — 16 вересня 1918 року — голова Костромського губернського революційного комітету. У серпні 1918 — серпні 1919 року — військовий комісар Костромської губернії.
У серпні — грудні 1919 року — військовий комісар окремої бригади 14-ї армії Південно-Західного фронту. З січня по лютий 1920 року перебував у відпустці через хворобу в Костромській губернії.
У лютому — грудні 1920 року — військовий комісар Чернігівської губернії.
У грудні 1920 — 1921 року — голова виконавчого комітету Чернігівської губернської ради.
У січні — вересні 1922 року — голова виконавчого комітету Пензенської губернської ради.
У жовтні 1922 — січні 1924 року — слухач курсів марксизму при Комуністичній академії імені Свердлова в Москві.
У січні — липні 1924 року — завідувач організаційного відділу Замоскворіцького районного комітету РКП(б) міста Москви.
У серпні 1924 — 14 жовтня 1925 року — відповідальний секретар Новомиколаївського губернського комітету РКП(б). У жовтні 1925 — квітні 1926 року — відповідальний секретар Новомиколаївського (Новосибірського) окружного комітету РКП(б).
У квітні 1926 — березні 1928 року — відповідальний секретар Омського окружного комітету ВКП(б).
У березні 1928 — червні 1929 року — відповідальний інструктор ЦК ВКП(б).
У червні 1929 — 5 серпня 1930 року — відповідальний секретар Астраханського окружного комітету ВКП(б).
У вересні 1930 — січні 1932 року — відповідальний секретар Замоскворцького (Ленінського) районного комітету ВКП(б) міста Москви.
У лютому 1932 — січні 1934 року — голова Московської міської контрольної комісії ВКП(б) — робітничо-селянської інспекції.
17 лютого 1934 — 23 серпня 1937 року — голова виконавчого комітету Московської обласної ради.
У вересні — листопаді 1937 року — голова виконавчого комітету Воскресенської районної ради Горьковської області.
2 листопада 1937 року заарештований органами НКВС. 20 січня 1938 року постановою пленуму ЦК ВКП(б) був виведений із складу кандидатів у члени ЦК ВКП(б). Засуджений Воєнною колегією Верховного суду СРСР 8 лютого 1938 року до 25 років виправно-трудових таборів, а 10 березня 1939 року — до страти, розстріляний того ж дня. Похований на Донському цвинтарі Москви.
14 березня 1956 року реабілітований, 13 березня 1956 року посмертно відновлений у партії.

## Нагороди
- орден Леніна (15.03.1935) — «за видатні досягнення у справі керівництва роботою по Московській області»